# Comuna Alexandru I. Cuza, Iași
Alexandru I. Cuza este o comună în județul Iași, Moldova, România, formată din satele Alexandru I. Cuza (reședința), Kogălniceni, Șcheia și Volintirești.

## Geografie

### Așezare
Comuna se află în vestul județului, pe malul stâng al Siretului, la aproximativ 30 de km nord de orașul Roman, 25 km sud-vest de orașul Târgu Frumos și la 30 km sud de orașul Pașcani. Dinspre sud spre nord, satele comunei sunt: Șcheia, Alexandru I. Cuza, Kogălniceni și Volintirești. Este traversată de șoseaua județeană DJ208G, care o leagă spre vest de Hălăucești și spre nord-est de Heleșteni și Ion Neculce, unde se termină în DN28. La Kogălniceni, din acest drum se ramifică și șoseaua județeană DJ207M, care duce spre sud la Butea (unde se termină tot în DN28).

### Relief și climă
Situate pe malul stâng al râului Siret, satele comunei se găsesc la poalele unor dealuri propice agriculturii. Lunca Siretului ocupă zonele inundabile de pe cursul râului. Pe valea Siretului există exploatări de piatră de construcții (prundiș și nisip). Munții Carpați Orientali pot fi văzuți în zare spre apus, mai ales de pe culmea dealurilor care fac parte din Șaua Ruginoasei.

Clima este temperată. Ea este influențată de circulația curenților de aer reci și umezi din nord și de la munte favorizați de culoarul văii Siretului. Culturile agricole tipice sunt: cartoful, sfecla furajeră și de zahăr, porumbul, grâul și floarea soarelui. O bună parte din terenurile comunei sunt pășuni folosite pentru creșterea vacilor și a oilor.

### Flora
Pe dealul Șcheii există o pădure de foioase alcătuită de fagi, ulmi, frasini, stejari și carpeni.
În lunca Siretului predomină răchita, plopul și sângerul. Arbuștii sunt adesea reprezentați de tufe de mure sălbatice și soc. Solul este acoperit de cucută și ferigă. Meandrele nefolosite ale cursului Siretului formează smârcuri și bălți pline de păpuriș și de trestie. La începutul primăverii, pe câmp, pot fi văzuți ghiocei și viorele.

### Fauna

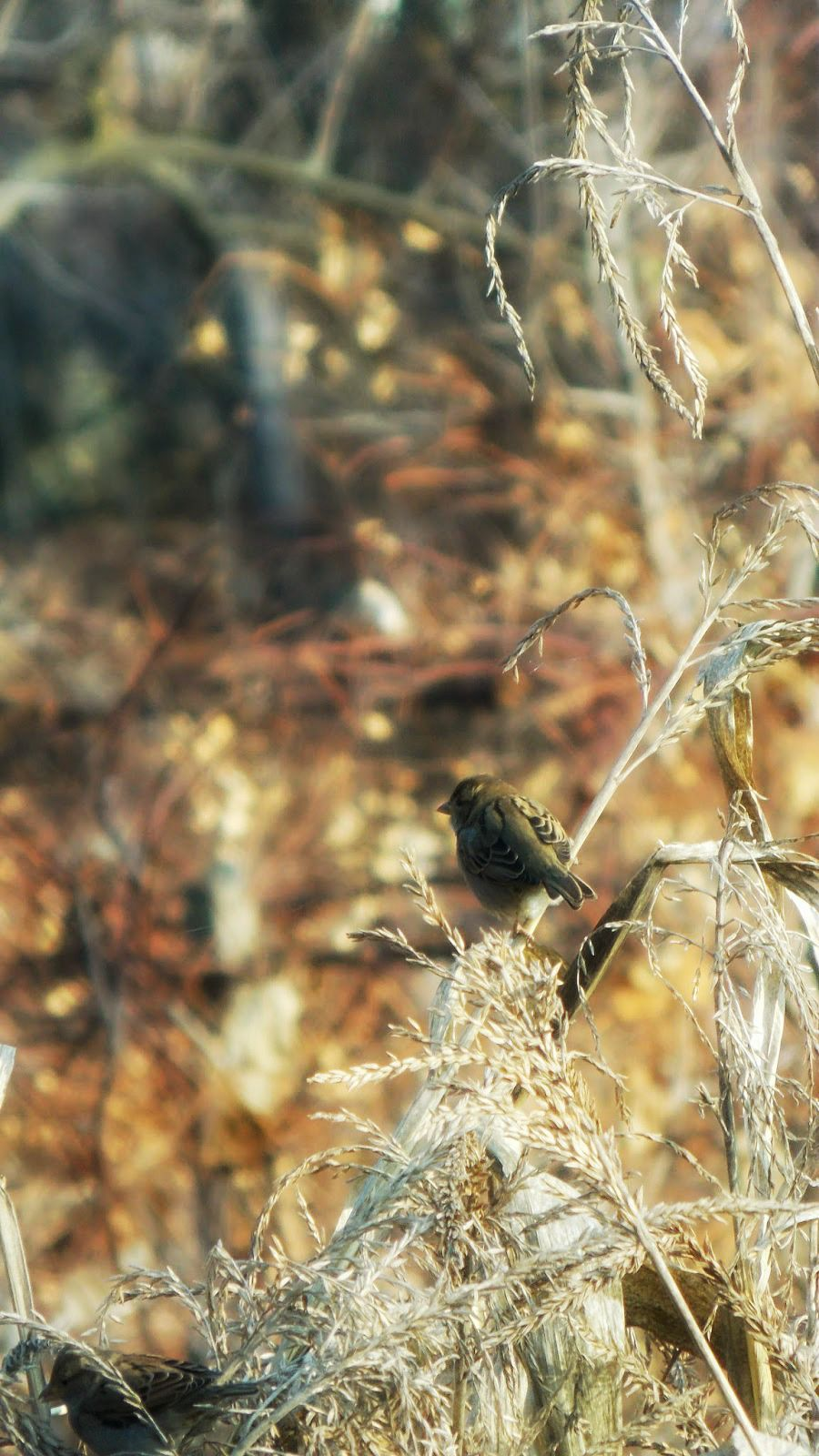
Vrabia - una dintre cele mai întâlnite păsări din zonă

Pe câmpurile comunei pot fi văzuți mistreți, mai ales în zonele joase din luncă, și turme de căprioare. Rozătoarele sunt reprezentate de iepuri de câmp, popândăi, hârciogi și șoareci de câmp.

Păsările cel mai des întâlnite sunt: cioara, vrabia, ciocănitoarea, graurul, barza, cucul, turturica, mierla și privighetoarea.

În ape pot fi găsiți crapi, carași, somni și știuci.

### Hidrografie
Râul Siret domină hidrografia comunei. Pâraie brăzdează câmpurile și marginea satelor. Pârâul Țigăncii parcurge câmpul Oarzei, mărginește satul Alexandru I. Cuza spre apus pentru a se vărsa în Siret în locul numit Holm. În locul numit Oarza, pe marginea drumului, se află o fântână cu cumpănă de unde trecătorii pot să-și potolească setea.
La răsărit de satul Șcheia, un baraj de pământ formează un iaz folosit pentru piscicultură. Pe drumul de la șoseaua Roman-Iași, spre Șcheia, la mică distanță de la intrare, pe dreapta poate fi văzută o fântână joasă care captează un mic izvor de suprafață. În satul Șcheia, la câteva sute de metri mai sus pe uliță de biserica catolică, se află un loc numit La Izvoare. Aici sunt puțuri de fântână joase care captează mai multe vene de apă potabilă exact la poala dealului.

## Demografie
Componența etnică a comunei Alexandru I. Cuza
     Români (90,25%)
     Alte etnii (0%)
     Necunoscută (9,75%)
Componența confesională a comunei Alexandru I. Cuza
     Ortodocși (61,13%)
     Romano-catolici (27,8%)
     Alte religii (1,13%)
     Necunoscută (9,94%)
Conform recensământului efectuat în 2021, populația comunei Alexandru I. Cuza se ridică la 2.133 de locuitori, în scădere față de recensământul anterior din 2011, când fuseseră înregistrați 2.912 locuitori. Majoritatea locuitorilor sunt români (90,25%), iar pentru 9,75% nu se cunoaște apartenența etnică. Din punct de vedere confesional, majoritatea locuitorilor sunt ortodocși (61,13%), cu o minoritate de romano-catolici (27,8%), iar pentru 9,94% nu se cunoaște apartenența confesională.

## Politică și administrație
Comuna Alexandru I. Cuza este administrată de un primar și un consiliu local compus din 11 consilieri. Primarul, Aurelian Gherguț[*], de la Partidul Național Liberal, este în funcție din octombrie 2020. Începând cu alegerile locale din 2024, consiliul local are următoarea componență pe partide politice:
|  | Partid                    | Consilieri | Componența Consiliului | Componența Consiliului | Componența Consiliului | Componența Consiliului | Componența Consiliului | Componența Consiliului | Componența Consiliului |
|  | ------------------------- | ---------- | ---------------------- | ---------------------- | ---------------------- | ---------------------- | ---------------------- | ---------------------- | ---------------------- |
|  | Partidul Național Liberal | 7          |                        |                        |                        |                        |                        |                        |                        |
|  | Partidul Social Democrat  | 3          |                        |                        |                        |                        |                        |                        |                        |
|  | Partidul S.O.S. România   | 1          |                        |                        |                        |                        |                        |                        |                        |

## Istorie
Satul Alexandru Ioan Cuza a fost strămutat în anul 1878 (16 noiembrie) de pe malul vestic al râului Siret pe malul estic într-o zonă mai puțin susceptibilă de inundații.
Vechiul nume al satului era Șcheuleț. Noua vatră a satului este sistematizată, străzile formează unghiuri drepte și sunt paralele.

În apropierea satului există două situri arheologice: unul în locul numit la Movilă, la 2 km V de sat, pe malul stâng al Siretului și un al doilea situat în "Țarina de Jos", la cca. 300 m SE de sat, la confluența pârâului Țiganca (în stânga) cu Siretul prezentând, urme de locuire succesivă din perioadele: sec. XVII - XVIII, sec. XV epoca medievală, sec. IV epoca daco-romană și sec. II - I î.Hr. Latène, cultura geto-dacică.
În locul numit "Lutărie" a fost descoperit în 1984 un fragment de amforă greșească cu un semn incizat, litera π culcată.

Satele Volintirești și Kogălniceni prezintă aceași organizare sistematizată cu străzi care formează unghiuri drepte și sunt paralele. La aproximativ 1.5 km în direcția nord nord-vest de satul Volintirești se află un sit arheologic datând din epoca medievală cuprinzând ruinele unui turn cunoscute sub numele "Movila lui Ștefan cel Mare".

Satul Șcheia este menționat în cronica "Letopisețul țărâi Moldovei, de când s-au descălecat țara și de cursul anilor și de viiața domnilor carea scrie de la Dragoș vodă până la Aron vodă"
de Grigore Ureche ca loc de desfășurare al bătaliei de la 6 martie 1486 dintre oastea moldavă condusă de Ștefan cel Mare și oastea ungară condusă de Hroiot. Descrierea bătăliei de pe Dealul Șcheii poate fi găsită în poemul "Aprodul Purice" de Costache Negruzzi.

La sfârșitul secolului al XIX-lea, comuna purta numele de Cuza Vodă, făcea parte din plasa Siretul de Sus a județului Roman și era formată din satele Cuza Vodă și Cogălniceanu, având în total 790 de locuitori ce trăiau în 210 case. În comună funcționa o școală primară mixtă cu 18 elevi. La acea vreme, pe teritoriul actual al comunei, mai funcționa în aceeași plasă și comuna Șcheia, cu satele Cucova, Fărcășani și Șcheia, cu o populație totală de 1432 de locuitori. În această comună existau o școală mixtă, două biserici catolice și una ortodoxă. Anuarul Socec din 1925 consemnează desființarea comunei Șcheia și trecerea satelor ei la comuna Cuza Vodă, care avea, în această alcătuire, plus satul Volintirești preluat de la comuna Heleșteni, 3,152 de locuitori.
În 1950, comuna a fost transferată raionului Roman din regiunea Bacău (între 1952 și 1956, din regiunea Iași) și și-a schimbat în timp numele în Alexandru I. Cuza. În 1968, comuna a trecut la județul Iași, satele Cucova și Fărcășeni trecând la comuna Strunga.

## Monumente istorice
Nouă obiective din comuna Alexandru I. Cuza sunt incluse în lista monumentelor istorice din județul Iași ca monumente de interes local. Patru dintre ele sunt situri arheologice: situl din punctul „la Movilă” (la 2 km vest de satul Alexandru I. Cuza); situl de la „Țarina de Jos” aflat la sud-est de același sat, la vărsarea pârâului Țiganca în Siret, sit format din patru așezări corespunzătoare secolelor al II-lea–I î.e.n. (perioada Latène, cultura geto-dacă), secolului al IV-lea (epoca daco-romană), secolului al XV-lea și secolelor al XVI-lea–al XVII-lea; situl de la Volintirești unde se află ruinele unui turn medieval și așa-numita „movilă a lui Ștefan cel Mare”; și situl de la Șcheia, aflat la marginea sudică a satului, pe terasa Siretului, ce conține vestigii din secolele al XV-lea–al XVI-lea.
Alte patru obiective sunt clasificate ca monumente de arhitectură și se alfă în satul Șcheia: casa Sturdza-Șcheianu (1810); un bordei (secolul al XIX-lea); o casă de la sfârșitul secolului al XIX-lea; și conacul Alexandrescu (secolul al XIX-lea). Al nouălea obiectiv, clasificat ca monument de for public, este monumentul eroilor din Primul Război Mondial, aflat în cimitirul satului Șcheia și datând de la începutul secolului al XX-lea.

## Personalități născute aici
- Ioan Manciuc (1929 - 1979), om politic, care a deținut funcția de primar al municipiului Iași în perioada 1970 - 1979.